# Silvestriapyx
Silvestriapyx es un género de Diplura en la familia Japygidae.

## Especies
- Silvestriapyx greeni (Silvestri, 1930)